# Кривдін Пилип Васильович
Кривдін Пилип Васильович (13 листопада 1872, ? — ?) — командир полку Дієвої Армії УНР.

## Біографія
Закінчив реальне училище, військово-училищні курси Московського піхотного юнкерського училища за 1-м розрядом (у 1893 році). Служив у 74-му піхотному Ставропольського полку у місті Умань, у складі якого брав участь у Першій світовій війні. 
Був нагороджений орденом Святого Георгія IV ступеня (за бій 15–16 березня 1915 року) та Георгіївською зброєю. У 1917 році — полковник, командир 467-го піхотного Кінбурнського полку. З 24 червня 1917 року — відрахований з посади через хворобу.
З травня 1918 року до початку грудня 1919 року — командир 12-го пішого Брацлавського полку Дієвої Армії УНР (до часу його розформування). 
Подальша доля невідома.